# Kościół Podwyższenia Krzyża Świętego w Ustroniu
Kościół Podwyższenia Krzyża Świętego w Ustroniu – rzymskokatolickikościół parafialny w Ustroniu, w powiecie cieszyńskim, w województwie śląskim. Należy do dekanatu Wisła diecezji bielsko-żywieckiej. Mieści się przy ulicy Lipowskiej, w dzielnicy Lipowiec.

## Historia i architektura
Świątynia została wybudowana w latach 1808-1810 jako trzeci z kolei kościół w tej miejscowości. Została uroczyście poświęcona 16 września 1810 r. przez dziekana skoczowskiego ks. Bernarda Farbowskiego.
Jest to budowla murowana, wybudowana z kamienia i cegły, nie posiada ściśle określonego stylu architektonicznego. Jest zwrócony prezbiterium w stronę południową. Posiada jedną nawę. We wnętrzu znajdują się sklepienia oparte na gurtach. Nad nawą znajduje się dach dwuspadowy i jest kryty blachą miedzianą, natomiast nad prezbiterium pięciospadowy. Na początku lat osiemdziesiątych ubiegłego stulecia zostało wymienione pokrycie dachu.

## Wyposażenie
Wyposażenie nosi cechy stylu późnobarokowego i późnorokokowego. Ołtarz główny trójkondygnacyjny, w typie późnobarokowym, z 1852 r. W nastawie tabernakulum z płaskorzeźbą przedstawiającą Chrystusa jako Dobrego Pasterza, zwieńczone gzymsem w części środkowej faliście wyciętym, z figurą leżącego Baranka. Na ołtarzu rzeźby przedstawiające świętych Piotra i Pawła. Kamienna chrzcielnica pochodzi z dawnej świątyni, wiszące świeczniki pochodzą z II połowy XIX stulecia, natomiast obrazy pochodzą z końca XIX stulecia. W oknach witraże z przedstawieniami scen Męki Pańskiej.